# Pielęgniarska opieka długoterminowa
Pielęgniarska opieka długoterminowa domowa – dziedzina realizowanych świadczeń zdrowotnych specjalistycznych i pielęgnacyjnych w zakresie procesu pielęgnowania oraz w zakresie działań ratujących życie i zdrowie ukierunkowanych na osoby z dużymi deficytami zdrowia, niesamodzielnych w zakresie samoopieki i samoobsługi w każdym wieku.
Komitet Ulepszania Opieki Długoterminowej (Committee On Improving In Long-Term Care) zajmuje stanowisko dotyczące opieki długoterminowej jako dziedziny pielęgniarstwa świadczącej usługi na rzecz potrzebujących, z zachowaniem jakości opieki poprzez ciągłość i profesjonalizm realizujących opiekę, czyli personelu medycznego.

## Cel pielęgniarskiej opieki długoterminowej
Celem głównym pielęgniarskiej opieki domowej długoterminowej jest zapewnienie stałych świadczeń pielęgniarskich w środowisku domowym pacjenta, który został zakwalifikowany to tego rodzaju opieki przy jednoczesnej współpracy z lekarzem rodzinnym. Innymi ważnymi zadaniami pielęgniarskiej opieki długoterminowej jest przygotowanie pacjenta do sprawowania samoopieki i samopielęgnacji. Równie ważnym aspektem jest przygotowanie rodziny lub opiekunów do wykonywania czynności związanych z pielęgnacją pacjenta. Kolejnym zadaniem jest także wykształcenie u chorego umiejętności radzenia sobie ze swoją chorobą/niepełnosprawnością, gdzie istotną rolę odgrywa zniesienie barier architektonicznych pozwalających pacjentowi na bezpieczne poruszanie się w środowisku domowym oraz edukacja danego pacjenta w zakresie zdrowia, jakim przyszło mu jeszcze dysponować.

## Zadania pielęgniarskiej opieki długoterminowej

### Działania specjalistyczne ratujące życie i zdrowie
Opieka domowa długoterminowa to opieka nad obłożnie i przewlekle chorymi przebywającymi w domu, którzy ze względu na istniejące problemy zdrowotne wymagają udzielania systematycznych i specjalistycznych świadczeń zdrowotnych, realizowanych przez pielęgniarki dyplomowane.
Konsekwencją wielochorobowości występującej u osób mogą być owrzodzenia troficzne podudzi, odleżyny, nietrzymanie moczu i stolca, brak samodzielności w codziennym funkcjonowaniu. 
Wraz z wiekiem wzrasta również ryzyko wystąpienia udarów mózgu, zawałów i innych chorób układu krążenia, układu pokarmowego, układu kostnego i nerwowego.
Stan zdrowia pacjenta przewlekle chorego i niepełnosprawnego w wielu przypadkach wymaga kontynuacji wykonywanych świadczeń zdrowotnych w środowisku domowym z uwagi na fakt, że  choroba przewlekła może przebiegać z okresami zaostrzeń i remisji, wówczas to  stan zdrowia człowieka stale ulega zmianie. 
Przygotowanie zawodowe pielęgniarki opieki domowej długoterminowej w zakresie umiejętności i kompetencji pozwala na podejmowanie i wdrażanie samodzielnych działań w zakresie ratowania zdrowia i życia u osób ciężko chorych  przebywających w domu.
Głównymi narzędziami oceniającymi stan zdrowia pacjentów w  pielęgniarskiej opiece domowej długoterminowej obecnie są skala Barthel i skala Norton.
Skala Barthel ocenia stan zdrowia osób objętych pielęgniarską opieką domową długoterminową w zakresie samoobsługi i samopielęgnacji w przedziale punktowym od 0 do 40 pkt. Skala ta została skrócona do potrzeb kwalifikacji w pielęgniarskiej opiece długoterminowej domowej ukazując tym samym ciężki stan zdrowia osób zakwalifikowanych tą skalą do tego typu świadczeń zdrowotnych. Należy tutaj podkreślić, że w oryginale skala Barthel zakłada kwalifikowanie osób w zakresie samoobsługi i samopielęgnacji w przedziale punktowym od 0 do 100 pkt.
Skala Norton w swoim założeniu ocenia ryzyko powstania odleżyn u osób ciężko chorych i niepełnosprawnych, które zostały objęte pielęgniarską  opieką domową długoterminową.
Ryzyko powstania odleżyn u tych osób występuje w 100%, a powstałe odleżyny i trudno gojące się rany są przyczyną ogromnego cierpienia, mnożenia się chorób współistniejących oraz powstawania komplikacji zdrowotnych, które prowadzą do zakażenia w organizmie i są przyczyną bezpośrednią zgonu osób ciężko chorych.
Spośród wielu świadczeń zdrowotnych jakie realizuje pielęgniarka opieki domowej długoterminowej  bardzo znacząca i decydująca  o stanie zdrowia pacjenta  jest kontynuacja leczenia i podawania leków  osobom w ciężkim stanie zdrowia. Poprzez  te działania zdrowotne podawania leków ściśle na zlecenie lekarza w postaci doustnej, wziewnej, iniekcyjnej, wlewów kroplowych, pielęgniarka zapobiega  utracie zdrowia tych osób oraz zagrożeniu życia.
Działania zdrowotne to też  specjalistyczne karmienie pacjentów tzw. żywienie drogą dojelitową.  
Wdrożenie tych działań przez pielęgniarkę opieki domowej długoterminowej  następuje w sytuacji braku odruchu połykania i  z powodu wyniszczenia organizmu pacjenta  a  na zlecenie lekarza medycyny. Karmienie poprzez zgłębnik preparatami i środkami spożywczymi specjalnego przeznaczenia żywieniowego, to forma świadczeń zdrowotnych  ratujących zdrowie i życie pacjenta na terenie jego domu.
W wyniku badania fizykalnego i na jego podstawie pielęgniarka wdraża stałą i systematyczną, specjalistyczną  pielęgnację skóry u pacjentów  w ciężkim stanie  zdrowia  po udarach mózgu, z nietrzymaniem moczu/stolca, chorobą zwyrodnieniowa stawów, depresją, chorobami układu krążenia, porażeniem czterokończynowym, miażdżycą uogólnioną, demencją starczą. Stała i systematyczna oraz specjalistyczna pielęgnacja skóry u osób ciężko chorych jest   świadczeniem ratującym zdrowie  i życie tych osób.
Stała i systematyczna kontrola oraz analiza na terenie domu parametrów życiowych takich jak ciśnienie tętnicze krwi, tętno, poziom glikemii w obrazie krwi, obrzęki, przykurcze, u osób w ciężkim stanie zdrowia, z wieloma chorobami ,pozwala na wczesną diagnostykę obecnego stanu zdrowia i na podjęcie  zdecydowanych działań przez pielęgniarkę  ratujących zdrowie i życie na terenie domu pacjenta.
Wczesne usprawnianie przyłóżkowe pacjenta objętego pielęgniarką opieką domową długoterminową przez pielęgniarkę pozwala na zapobieganie powstawaniu odleżyn, trudno gojących się ran, zapalenia pęcherza moczowego oraz dróg moczowych, zapalenia płuc, niedotlenienia całego organizmu a co za tym idzie upośledzenia funkcji pracy sera i mózgu.

### Działania pielęgnacyjne w oparciu o nabytą wiedzę w zakresie procesu pielęgnowania
Praca pielęgniarki z opieki domowej długoterminowej wymaga bardzo dobrego zorganizowania stanowiska pracy, indywidualnego podejścia do każdego pacjenta i rodziny/opiekunów, samodzielnego decydowania w działaniach procesu pielęgnowania, ponoszenia odpowiedzialności za podjęte decyzje i wykonane działania zdrowotne organizowanie pracy na swoim stanowisku (czyli w domu pacjenta).
Główne działania pielęgnacyjne w zakresie procesu pielęgnowania
- diagnozowanie wieloetapowe
- planowanie działań pielęgnacyjno-leczniczych na podstawie aktualnego stanu zdrowia pacjenta
- realizację opieki pielęgniarskiej nad obłożnie chorym, zgodnie z wybranym modelem procesu pielęgnowania
- ocenianie wdrożonych metod pielęgnacyjnych w odniesieniu do stanu zdrowia pacjenta
- wdrożenie indywidualnych koncepcji pielęgnowania dostosowanych do pacjenta
- edukacja zdrowotna oparta na działaniach skierowanych do osób chorych i ich opiekunów a tym samym pomoc choremu w częściowo samodzielnym funkcjonowaniu w środowisku domowym uwarunkowanym stanem zdrowia
- wspieranie rodziny realizującej opiekę w tym współpraca z lekarzem POZ, pielęgniarką POZ, lekarzem specjalistą, fizjoterapeutą, psychologiem i pracownikiem socjalnym
- realizacja świadczeń zdrowotnych z zachowaniem polityki jakości
- pomoc osobom chorym i ich opiekunom w rozwiązywaniu problemów bio-psycho-społecznych
- zalecenia i wypisywanie zleceń na zaopatrzenie w wyroby medyczne dla pacjenta
- prowadzenie dokumentacji medycznej zgodnie z procesem pielęgnowania
- realizowanie świadczeń zdrowotnych w zakresie zapobiegania utraty zdrowia i życia u osób z wielochorobowością

### Pozostałe zadania pielęgniarskiej opieki długoterminowej
1. Współudział w leczeniu
2. Rehabilitacja społeczna
3. Pionizacja przyłóżkowa
4. Edukacja zdrowotna oparta na działaniach skierowanych do osób chorych i ich opiekunów
5. Pomoc osobom chorym i ich opiekunom w rozwiązywaniu problemów bio-psycho-społecznych
6. Pomoc choremu w samodzielnym funkcjonowaniu w środowisku domowym
7. Wspieranie rodziny realizującej opiekę w tym współpraca z lekarzem rodzinnym, specjalistą, pielęgniarką środowiskowo-rodzinną, rehabilitantem, psychologiem i pracownikiem socjalnym
8. Prowadzenie dokumentacji medycznej zgodnie z procesem pielęgnowania i wymogami NFZ
9. Realizacja świadczeń zdrowotnych z zachowaniem polityki jakości
10. Samodzielne zalecenia i wypisywanie zleceń na zaopatrzenie w wyroby medyczne dla pacjenta

## Realizatorzy pielęgniarskiej opieki długoterminowej
Pielęgniarska opieka domowa długoterminowa to domena działania pielęgniarek przygotowanych profesjonalnie z doświadczeniem w pielęgnacji chorych w warunkach oddziału szpitalnego oraz z doświadczeniem samodzielnego udzielania świadczeń zdrowotnych w warunkach domowych.
Realizacją świadczeń zdrowotnych w opiece domowej długoterminowej mogą zajmować się pielęgniarki dyplomowane z ukończoną specjalizacją z opieki długoterminowej, pielęgniarstwa środowiskowo-rodzinnego, pielęgniarstwa geriatrycznego lub ukończonym kursem kwalifikacyjnym w zakresie opieki długoterminowej albo też kursem dla osób przewlekle chorych i niepełnosprawnych. 
W procesie pielęgnacyjnym pielęgniarka ma za zadanie rozpoznanie stanu pacjenta i środowiska, w którym funkcjonuje, zaplanowanie i zrealizowanie opieki oraz ocenienie wyników świadczonej opieki na rzecz pacjenta.